# Rolf Porseryd
Rolf Lennart Porseryd, född 12 januari 1947 i Stockholm, är en svensk journalist och utrikespolitisk kommentator på TV4-nyheterna.
Porseryd har sedan 1970-talet bevakat rader av konflikter, naturkatastrofer och krig runt om i världen, bland annat i Iran, Irak, Afghanistan, Syrien, Egypten, Libyen, Turkiet, Libanon, Kurdistan, Västbanken, Makedonien, Kosovo, Bosnien, Kroatien, Angola, Sydafrika, Somalia, Rwanda, Kongo, El Salvador, Colombia, Peru, Bolivia, Chile Porseryd gick med i Journalistförbundet 1972 och blev invald i TV4-klubbens klubbstyrelse 2009.
Porseryd har  jobbat som korrespondent för Sveriges Radio 1978–1979 i Sydamerika och 1984–1989 i Hongkong.
Efter ett år på SVT:s Aktuellt gick han 1990 vidare till TV4 Nyheterna där han växlat mellan jobben som resande reporter, kommentator och korrespondent.
1995–2001 var han korrespondent i USA , 2003–2006 i Frankrike och från 2015 återigen i USA.
Rolf Porseryd har belönats med Sveriges Radios Ikarospris, Publicistklubbens stora pris och prisbelönats internationellt vid New York Film and Television Festival för dokumentärfilm om Nordkorea.
Porseryd har också producerat ett flertal andra dokumentärfilmer; Hongkong 1997, tillsammans med Claes Isander, Om dödsdömda kvinnor i USA och om Lynchning som folknöje i  USA, tillsammans med Jacek Machula.
2001 befann sig Porseryd med fotografen Ulf Strömberg i Taloqan i Afghanistan, då denne sköts ihjäl av maskerade män. Rolf Porseryd var en av fem utrikeskorrespondenter som skildrades i TV4:s dokumentärserie Korrarnas säsong 1 med premiär 2014 och en av fyra i säsong 2.
På fritiden håller Porseryd på Djurgårdens IF och kan ofta ses ha en djurgårdshalsduk i sina tv-sändningar.